# Phalacronothus citellorum
Phalacronothus citellorum är en skalbaggsart som beskrevs av Semenov och Medvedev 1929. Phalacronothus citellorum ingår i släktet Phalacronothus och familjen Aphodiidae. Inga underarter finns listade i Catalogue of Life.